# Spiral (immiのアルバム)
『Spiral』（スパイラル）は、immiの2枚目のオリジナル・アルバム。2010年6月16日にDefSTAR RECORDSより発売された。

## 概要
オリジナル・アルバムとしては、前作『Switch』から約1年9か月ふりのリリースとなり、メジャー初となるアルバム。初回限定盤（CD+DVD、DFCL-1648）と通常盤（CDのみ、DFCL-1650）の2形態で発売された。
「Alice」「WONDER」といったEPの表題曲や、テレビアニメ『さらい屋 五葉』の主題歌「Sign of Love」を含む全13曲が収録されている。
本作制作について、本人は事前にイメージを持っておらず、「1曲1曲は「こういう曲」というものを集めていったんですけど。ハッキリ言うと、最初にコンセプトを決めたというより、出来上がってみて「このアルバムって、こういうものだったよね」というものが見えてきたという方が多くて。今振り返ると「今回はこうしよう」とか「じゃあ、次はこうしよう」という経過のアルバムというより、「もういつ死んでも、これで満足できるぞ」というぐらいの（笑）、今しか出来ないものを全部やり切るつもりで作った感じが強いですね。」と語った。
アルバムタイトルについて、本人は「結構、色んな意味を含んでいるんですけど、1曲目を「Secret Place」という曲にしたのも関係していて。森の中に入っていく「自然」をモチーフにしている曲なんだけど、音は全てデジタルで作っているギャップ感が、アルバム全体にもあると思っていて。元々リアルな人間模様というか心情を書くのが好きなんですけど、歌詞が精神的な内容を書いていることが多いので。エレクトロニックな音でありながら、すごく人間的なことを表したいという意味で、人間といえばDNAという所に結びつき、形が「Spiral」でもあるし。歌詞を書いていく上で、すごく混沌としている様子が、すぐに答えに結びつくんじゃなくて、ぐるぐると回っている、上昇していくイメージもimmiっぽいよね、という話もあったので（笑）。あと一つはこじつけなんですけど、アルバムの中に5曲“S”から始まる曲があるんですよ。そう言えば前のアルバム「Switch」も“S”から始まるという所から」と語った。アルバムの中で一番古い曲は、インディーズ時代に手掛けた「Swimmer」である。
本作の発売を記念して、2010年7月20日に渋谷のclub asiaにてイベント『immi 2nd Full Album "Spiral" Release Party』を開催された。

## 批評
CDジャーナルは、「作曲からビジュアル・イメージまで、トータルに自己を演出する才女イミーがついにメジャーからアルバムをリリース。メジャーならではのきらびやかな音作りと、彼女のクリエイティヴなセンス、そして色気がミックスされた、モダン・ダンス・ポップとなっている。80'sテイストも美味。」と批評した。

## チャート成績
初週759枚を売り上げ、2010年6月28日付オリコン週間シングルランキングで初登場116位を獲得した。チャート登場回数は1回。

## 収録曲
| 全作詞: immi（5曲目はJSDとの共作）。 |                                       |                            |                               |                         |      |
| #                                    | タイトル                              | 作詞                       | 作曲                          | 編曲                    | 時間 |
| 1.                                   | 「Secret Place」                      | immi（5曲目はJSDとの共作） | immi、JETBIKINI               | JETBIKINI               | 3:43 |
| 2.                                   | 「FIGHT BACK」                        | immi（5曲目はJSDとの共作） | immi、JETBIKINI               | JETBIKINI               | 5:25 |
| 3.                                   | 「Sign of Love」                      | immi（5曲目はJSDとの共作） | immi、Masao "N.A.i.D." Nisugi | Masao "N.A.i.D." Nisugi | 3:54 |
| 4.                                   | 「Swimmer」                           | immi（5曲目はJSDとの共作） | immi                          | Masao "N.A.i.D." Nisugi | 4:04 |
| 5.                                   | 「Jeezy Peezy」(with the samos)       | immi（5曲目はJSDとの共作） | immi、JETBIKINI、the samos    | the samos、JETBIKINI    | 4:37 |
| 6.                                   | 「Step Up!」                          | immi（5曲目はJSDとの共作） | immi、Masao "N.A.i.D." Nisugi | Masao "N.A.i.D." Nisugi | 3:48 |
| 7.                                   | 「Alice」                             | immi（5曲目はJSDとの共作） | immi                          | JETBIKINI               | 5:20 |
| 8.                                   | 「Rainbow」                           | immi（5曲目はJSDとの共作） | immi                          | Masao "N.A.i.D." Nisugi | 2:34 |
| 9.                                   | 「sora to i」                         | immi（5曲目はJSDとの共作） | immi、Masao "N.A.i.D." Nisugi | Masao "N.A.i.D." Nisugi | 5:06 |
| 10.                                  | 「Black or White」(with THE LOWBROWS) | immi（5曲目はJSDとの共作） | immi、JETBIKINI               | THE LOWBROWS、JETBIKINI | 4:12 |
| 11.                                  | 「No.1 GIRL」                         | immi（5曲目はJSDとの共作） | immi、JETBIKINI               | JETBIKINI               | 3:54 |
| 12.                                  | 「Go Around」                         | immi（5曲目はJSDとの共作） | immi、Masao "N.A.i.D." Nisugi | Masao "N.A.i.D." Nisugi | 4:18 |
| 13.                                  | 「circle - square - triangle」        | immi（5曲目はJSDとの共作） | immi、JETBIKINI               | JETBIKINI               | 6:14 |
| 14.                                  | 「WONDER」                            | immi（5曲目はJSDとの共作） | immi                          | Masao "N.A.i.D." Nisugi | 4:39 |
| 合計時間:                            | 合計時間:                             | 合計時間:                  | 合計時間:                     | 61:48                   |      |

| #  | タイトル                                           | 作詞 | 作曲・編曲 |
| -- | -------------------------------------------------- | ---- | ---------- |
| 1. | 「Sign of Love」(Music Video)                      |      |            |
| 2. | 「さらい屋五葉ノンクレジットオープニングムービー」 |      |            |
| 3. | 「"Spiral" RimmiX Movie」                          |      |            |